# ベン・ストークス
ベンジャミン・アンドリュー・ストークス, OBE（英: Benjamin Andrew Stokes, OBE、1991年6月4日 - ）は、ニュージーランド・クライストチャーチ出身のプロクリケット選手。イングランド代表。ポジションはオールラウンダー。

## 概要
2010年代のクリケットを代表するクリケット選手の一人である。2019年にクリケット・ワールドカップ優勝。2019年に世界年間最優秀選手賞であるサー・ガーフィールド・ソバーズ・トロフィーを受賞。